# Monostachya
Monostachya es un género  de plantas herbáceas de la familia de las poáceas. Es originario de Filipinas y Nueva Guinea.
Algunos autores lo incluyen en los géneros Rytidosperma, Danthonia sensu lato.

## Citología
El número cromosómico básico del género es x =  6, con números cromosómicos somáticos de x = 5. 2n = 20. 4 ploide.

## Especies
- Monostachya centrolepidoides Merr. 1910
- Monostachya craigii (Veldkamp) S.W.L.Jacobs	1982
- Monostachya montis-wilhelmi 	(Veldkamp & Fortuin) S.W.L. Jacobs
- Monostachya nardifolia 	(Veldkamp) S.W.L. Jacobs	1982
- Monostachya oreoboloides 	(F.Muell.) Hitchc. 1936